# Jan Bořil
Jan Bořil né le 11 janvier 1991 à Nymburk en Tchéquie, est un footballeur international tchèque évoluant au poste d'arrière gauche. Il joue pour le Slavia Prague depuis janvier 2016.

## Biographie

### En équipe nationale
Jan Bořil fait ses débuts avec l'équipe de Tchéquie le 1er septembre 2017 à Prague, en étant titulaire lors d'un match des éliminatoires de la Coupe du monde 2018 contre l'Allemagne (défaite 1-2).

## Palmarès
Avec le Slavia Prague
- Champion de Tchéquie en 2017, 2019, 2020 et 2021
- Vice-champion de Tchéquie en 2018
- Vainqueur de la Coupe de Tchéquie en 2018

 Avec le Mladá Boleslav
- Finaliste de la Coupe de Tchéquie en 2013

## Statistiques
Le tableau ci-dessous récapitule les statistiques de Jan Bořil lors de sa carrière professionnelle en club :
| Saison                | Club                      | Championnat           | Championnat | Championnat | Coupe(s) nationale(s) | Coupe(s) nationale(s) | Compétition(s) continentale(s) | Compétition(s) continentale(s) | Compétition(s) continentale(s) | Total | Total |
| Saison                | Club                      | Division              | M.          | B.          | M.                    | B.                    | Comp.                          | M.                             | B.                             | M.    | B.    |
| 2009-2010             | FK Mladá Boleslav         | D1                    | 11          | 0           | -                     | -                     | -                              | -                              | -                              | 11    | 0     |
| 2011-2012             | FK Mladá Boleslav         | D1                    | 3           | 0           | -                     | -                     | -                              | -                              | -                              | 3     | 0     |
| 2012-2013             | FK Mladá Boleslav         | D1                    | 29          | 0           | 7                     | 1                     | C3                             | 4                              | 0                              | 40    | 1     |
| 2013-2014             | FK Mladá Boleslav         | D1                    | 25          | 0           | 3                     | 0                     | -                              | -                              | -                              | 28    | 0     |
| 2014-2015             | FK Mladá Boleslav         | D1                    | 29          | 1           | 6                     | 0                     | C3                             | 4                              | 0                              | 39    | 1     |
| 2015-2016             | FK Mladá Boleslav         | D1                    | 15          | 0           | 3                     | 0                     | C3                             | 1                              | 0                              | 19    | 0     |
| Sous-total            | Sous-total                | Sous-total            | 112         | 1           | 19                    | 1                     | -                              | 9                              | 0                              | 140   | 2     |
| 2010-2011             | FK Viktoria Žižkov (prêt) | D2                    | 28          | 3           | 3                     | 0                     | -                              | -                              | -                              | 31    | 3     |
| 2011-2012             | FK Viktoria Žižkov (prêt) | D1                    | 11          | 0           | 4                     | 1                     | -                              | -                              | -                              | 15    | 1     |
| Sous-total            | Sous-total                | Sous-total            | 39          | 3           | 7                     | 1                     | -                              | -                              | -                              | 46    | 4     |
| 2015-2016             | SK Slavia Prague          | D1                    | 11          | 0           | -                     | -                     | -                              | -                              | -                              | 11    | 0     |
| 2016-2017             | SK Slavia Prague          | D1                    | 24          | 1           | 3                     | 1                     | C3                             | 5                              | 0                              | 32    | 2     |
| 2017-2018             | SK Slavia Prague          | D1                    | 26          | 0           | 4                     | 0                     | C1+C3                          | 4+3                            | 0+0                            | 37    | 0     |
| 2018-2019             | SK Slavia Prague          | D1                    | 29          | 2           | 3                     | 0                     | C1+C3                          | 2+11                           | 0                              | 45    | 2     |
| 2019-2020             | SK Slavia Prague          | D1                    | 15          | 0           | 1                     | 0                     | C1                             | 8                              | 1                              | 24    | 1     |
| Sous-total            | Sous-total                | Sous-total            | 105         | 3           | 11                    | 1                     | -                              | 33                             | 1                              | 149   | 5     |
| Total sur la carrière | Total sur la carrière     | Total sur la carrière | 256         | 7           | 37                    | 3                     | -                              | 42                             | 1                              | 335   | 11    |